# 19 〜すべての人へ
『19 〜すべての人へ』（ジューク すべてのひとへ）は、19のベスト・アルバム。2005年10月19日発売。発売元はビクターエンタテインメント。

## 解説
ネオフォーク・デュオ「19」の楽曲を収録したベスト・アルバム。選曲は、携帯電話「着うた」のダウンロード数ランキング上位の17曲を収録。
アルバム名は一般公募、リスナーからの投票メールにより決定された。解散後も19の音楽を愛するリスナーの意思が反映された「ファン重視」のベスト・アルバムであり、歌詞ブックレットにその旨が掲載され全歌詞掲載の他、活動をまとめた詳細写真付バイオグラフィーが別途封入されている。
本作制作にあたり、2005年夏に元メンバー2人がレコード会社で再会、「解散後も着うたなどで支持を受けている現状に驚いていた」と当時のスポーツ新聞が伝えた。再結成を望む声は依然高く、2008年5月中旬放送TBSテレビ『COUNT DOWN TV』番組内の「再結成してほしい歌手」ランキング（視聴者投票）で1位を獲得している。

## 収録曲
1. あの紙ヒコーキ くもり空わって (4:22)
  - TBS系列'99春 キャンペーン・ソング
  - 第50回NHK紅白歌合戦歌唱曲
2. 以心伝心 (3:59)
3. 卒業の歌、友達の歌。 (3:30)
4. たいせつなひと (3:49)
5. すべてへ (4:21)
  - TBS系列 '99秋 キャンペーン・ソング
6. 『果てのない道』 (4:08)
7. 恋 (4:25)
8. あの青をこえて (5:14)
9. 蒲公英 -たんぽぽ- (5:31)
  - ラスト・シングル
10. 「伝えたい音」 (5:04)
11. 水・陸・そら、無限大 (4:48)
  - シドニーオリンピック」日本代表公式応援ソング
  - 日本マクドナルド コマーシャルソング（メンバーもほんの少し出演した）
  - 第51回NHK紅白歌合戦歌唱曲
12. 大自然 (2:57)
13. 瞬間概念 (3:53)
14. ありあまる地上の憂鬱とよろこび (4:51)
15. たいせつなひと (album ver.) (4:01)
16. 西暦前進 2000年→ (4:05)
17. 三分間日記 (4:17)

## 関連作品
- 背景ロマン - M-14
- 音楽 - M-1・5・7・8・13・16・17
- 無限大 - M-2・6・10・12
- up to you - M-11・15
- 19 BEST●青 - M-1・3〜6・8・11・16
- 19 BEST●春 - M-2・9（別ヴァージョン）・10・13・17